# Forcarei
Forcarei är en kommun i Spanien. Den ligger i provinsen Pontevedra i den autonoma regionen Galicien i nordvästra delen av landet, 400 km nordväst om huvudstaden Madrid. Antalet invånare är 3 127 (2024). Arean är 169,66 kvadratkilometer.